# Marinefunkstelle Ebino
Die Marinefunkstelle Ebino (jap. えびの送信所, Ebino sōshinjo) ist eine Anlage zur Übermittlung von Nachrichten an getauchte U-Boote im Längstwellenbereich auf der Sendefrequenz 22,2 kHz und einer Leistung von 500 W unter dem Rufzeichen JJI auf dem JMSDF-Stützpunkt Ebino (えびの基地, Ebino kichi, engl. JMSDF Ebino Base). Dieser befindet sich im Aza 六本原, Ōaza Daimyōji, Ebino in der Präfektur Miyazaki auf der südjapanischen Insel Kyūshū in Japan. Im gleichen Ōaza befindet sich auch der Heeres-Truppenstandort Ebino.
Die Marinefunkstelle Ebino ging 1991 in Betrieb. Die Antennenanlage der Station besteht aus acht abgespannten Stahlrohrmasten im Abstand von 550 Metern, zwischen denen Antennendrähte gespannt sind.